# Tiken
Der Tiken ist ein See in Schweden. Er liegt in der Provinz Kronoberg in der Region Småland und nahe der Ortschaft Tingsryd.
Der See erstreckt sich von Norden nach Süden über eine Länge von etwa sechs km und ist ungefähr bis zu einem km breit.                                                                         Unter anderem gibt es im Tiken Flussbarsche, Brassen, Hechte und Zander. Der See entwässert in den Bräkneån, welcher wiederum in die Ostsee mündet.